# Dalibor Marković

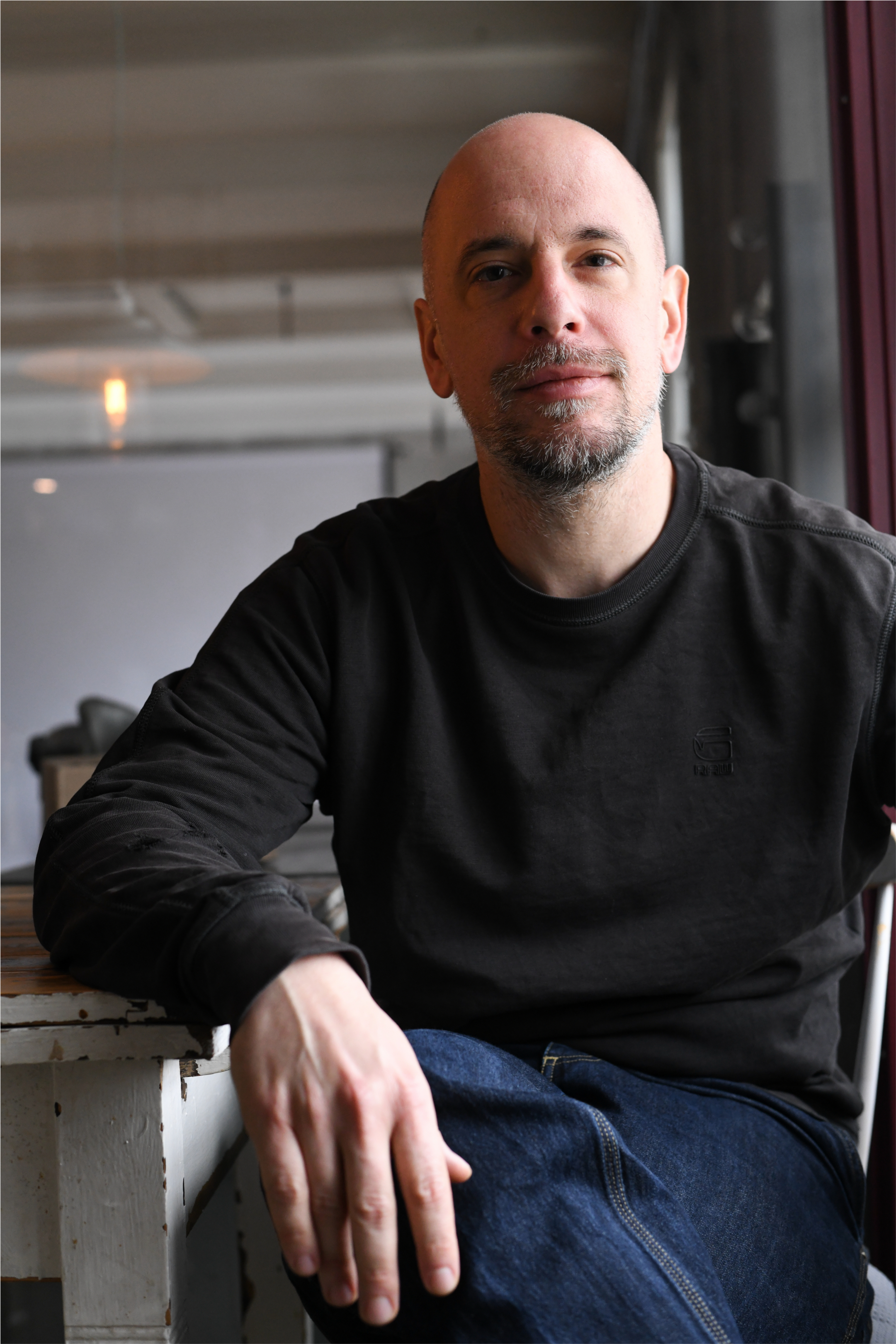
Dalibor Marković 2017 ©Eva Zocher

Dalibor Marković (* 15. Dezember 1975 in Frankfurt am Main) ist ein deutscher Schriftsteller, Dichter, Beatboxer und Spoken-Word-Lyriker.

## Leben und Werk
Seine künstlerischen Wurzeln liegen in der Musik. Als Beatboxer macht er aus Lauten Rhythmen. Seit 2002 ist Marković mit seiner Spoken-Word-Lyrik auf deutschen und internationalen Bühnen unterwegs. Er gibt zudem Workshops zum Thema „Poesie verfassen und vortragen“ an Schulen und Universitäten. 2014 gewann er zusammen mit der Poetin Dominique Macri (Team Scheller) den Teamwettbewerb der deutschsprachigen Poetry-Slam-Meisterschaft in Dresden. 2021 erschien sein Romandebüt Pappel. Die Geschichte eines Herumtreibers im Verlag Voland & Quist. Marković lebt in Frankfurt am Main.

## Werke
- Pappel. Die Geschichte eines Herumtreibers. Roman. Voland & Quist, Dresden/Berlin 2021, ISBN 978-3-86391-301-4.
- Und sie schreiben auf deutsch?. Gedichte mit  Audio-CD. Voland & Quist, Dresden/Leipzig 2016, ISBN 978-3-86391-146-1.
- Bühnenstücke, Band 1. Gedichte. Warrington Verlag, Frankfurt am Main, 2011, ISBN 978-3-942723-00-8.
- Bühnenstick: 1. Gedichte auf einem USB-Stick. Warrington Verlag, Frankfurt am Main, 2011, ISBN 978-3-942723-04-6.
- Schulwege. Gedichte. Warrington Verlag, Frankfurt am Main, 2006, ISBN 978-3-942723-02-2.